# Alfred Schnittke
Alfred Schnittke ili Aljfred Garijevič Šnitke (ruski: Альфре́д Га́рриевич Шни́тке) (Engeljs, 24. studenog 1934. – Hamburg, 3. kolovoza 1998.) bio je njemački skladatelj ruskog podrijetla.

## Životopis
Rođen je 24. studenog 1934. u Engeljsu, ASSR Povolških Nijemaca, Sovjetski Savez. Od 1946. do 1948. studirao je glazbu u Beču, a od 1949. do 1961. u Moskvi. U Sovjetskom savezu djelovao je kao slobodni skladatelj. Uglavnom je skladao za kazalište i film. Tijekom razdoblja od 1962. do 1984. skladao je glazbu za 66 filma. Schnittke se također bavio i glazbenom pedagogijom te je objavio niz članaka o modernoj glazbi. Do 1985. Schnittke je od državne kulturne politike izmjenično dobivao priznanja i osude za svoja djela i stil. Šest godina kasnije seli se u Hamburg. Skladao je balete, opere te djela za orkestre, komorne i vokalne sastave. Njegov glazbeni stil na početku je bio pod utjecajem Dmitrija Dmitrijeviča Šostakoviča te ruske tradicije, a kasnije pod utjecajem serijalizma i aleatorike te kombinacijom raznih skladateljskih izričaja od renesansnog do suvremenog. Umro je u Hamburgu 3. kolovoza 1998.

## Glazba

### Simfonije
- Simfonija br. 0 (1957.)
- Simfonija br. 1 (1969. – 74.)
- Simfonija br. 2 "Sv. Florijan" (1979.)
- Simfonija br. 3 (1981.)
- Simfonija br. 4 (1983.)
- Simfonija br. 5 [Concerto Grosso br. 4] (1988.)
- Simfonija br. 6 (1992.)
- Simfonija br. 7 (1993.)
- Simfonija br. 8 (1994.)
- Simfonija br. 9 (1996. – 97.)

### Violina i orkestar
- Koncert za violinu i orkestar br. 1 (1957.)
- Koncert za violinu i komorni orkestar br. 2 (1966.)
- Koncert za violinu i komorni orkestar br. 3 (1978.)
- Koncert za violinu i orkestar br. 4 (1984.)

### Klavir i orkestar
- Poème za klavir i orkestar (1953.)
- Koncert za klavir i orkestar (1960.)
- Glazba za klavir i komorni orkestar (1964.)
- Koncert za klavir i gudački orkestar (1979.)
- Koncert za klavir za četiri ruke i komorni orkestar (1988.)

### Violončelo i orkestar
- Koncert za violončelo i orkestar br. 1 (1985./1986.)
- Koncert za violončelo i orkestar br. 2 (1990.)

### Viola i orkestar
- Koncert za violu i orkestar (1985.)
- Monologue za violu i gudače (1989.)
- Koncert za violu i mali orkestar (1997.)

### Zborska glazba
- Nagasaki, oratorij (1958.)
- Pjesme rata i mira, kantata (1959.)
- Glasovi prirode, vokaliza (1972.)
- Rekvijem (1974. – 75.)
- Minnesang, za 52 glasa (1981.)
- Seid Nüchtern und Wachet..., kantata (1983.)
- Tri sveta himna (1983. – 84.)
- Koncert za zbor (1984. – 85.)
- Psalmi pokajanja (1988.)

### Komorna glazba
- Gudački kvartet br. 1 (1966.)
- Serenada za violinu, klarinet, kontrabas, klavir i udaraljke (1968.)
- Quasi una Sonata, sonata br. 2 za violinu i klavir (1968; orkestrirano, 1987.)
- Kanon in memoriam Igoru Stravinskom, za gudački kvartet (1971.)
- Suita u starom stilu, za violinu i klavir ili čembalo (1972.)
- Gratulationsrondo, za violinu i klavir (1973.)
- Himan I za violončelo, harfu i timpane (1974.)
- Himan II za violončelo i kontrabas (1974.)
- Himan III za violončelo, fagot, čembalo i zvona ili timpane (1974.)
- Himan IV za violončelo, fagot, kontrabas, čembalo, harfu, timpane i zvona (1974. – 1979.)
- Preludij in memoriam Dmitriju Šostakoviču, za dvije violine (1975.)
- Cantus Perpetuus, za glazbalo s tipkama i udaraljke (1975.)
- Kvintet za klavir i gudače (1972. – 76.)
- Stille Nacht, aranžman za violinu i klavir (1978.)
- Sonata za violončelo i klavir br. 1 (1978.)
- Stille Musik, za violinu i violončelo (1979.)
- Omaž Stravinskom, Prokofjevu i Šostakoviču, za klavir za šest ruku (1979.)
- Gudački kvartet br. 2 (1981.)
- Septet za flautu, dva klarineta, violinu, violu, violončelo i čembalo ili orgulje (1981. – 1982.)

## Vanjske poveznice
- Alfred Schnittke Hrvatska enciklopedija
- Alfred Garrijevič Šnitke (Schnittke), Proleksis enciklopedija
- ШНИ́ТКЕ  Arhivirana inačica izvorne stranice od 23. rujna 2021. (Wayback Machine), Velika ruska enciklopedija
- Web-stranica o Schnittkeu
- Profil, IMDb